# Canionul Nistrului

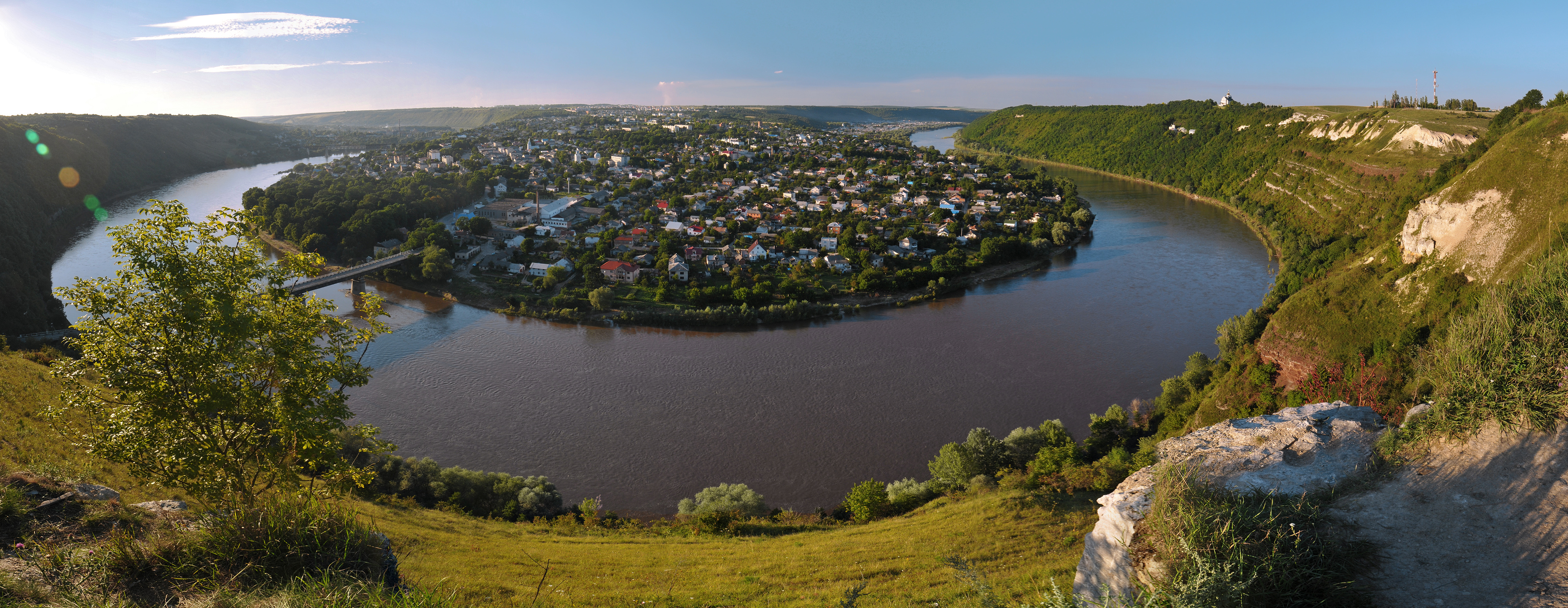
Satul Zalișciîkî pe Nistru, reg. Ternopil

Canionul Nistrului (în ucraineană Дністровський каньйон) este un canion format de fluviul Nistru, în cursul superior al acestuia, la frontiera a 4 regiuni ucrainene: Ivano-Frankivsk, Ternopil, Cernăuți și Hmelnițki. Cu toate acestea, există unele prelungiri și în Republica Moldova (zonele Naslavcea, Saharna, Țipova, Lalova etc.)
Lungimea sa totală este de 250 km, evidențiind canionul printre cele mai mari nu doar din Ucraina, ci și din Europa. Defileul s-a format ca urmare a structurii geologice specifice a zonei, precum și a eroziunii cauzată de procesele acvatice și eoliene.

## Descriere
Canionul este situat în partea de vest a Ucrainei, iar malurile stâng și drept ale defileului aparțin diferitor regiuni: malul stâng, regiunile Ternopil și Hmelnițki, malul drept – Ivano-Frankivsk și Cernăuți.
În regiunea Ternopil, canionul se află în raioanele: Monastîrîska, Buceaci, Zalișciîkî și Borșciv; pe teritoriul regiunii Hmelnițki, raioanele: Camenița și Nova Ușîțea; în regiunea Ivano-Frankivsk, defileul se află în raioanele: Halîci, Tîsmenîțea, Tlumaci și Horodenka; și din regiunea Cernăuți, raioanele: Zastavna și Hotin, în raioanele Chelmenți și Secureni, fiind mai puțin vizibil decât în celelalte zone.
Canionul Nistrului a fost anunțat la data de 26 august 2008, potrivit deciziei unui sondaj ucrainean de pe Internet, drept una din cele 7 minuni naturale ale Ucrainei.

## Galerie de imagini

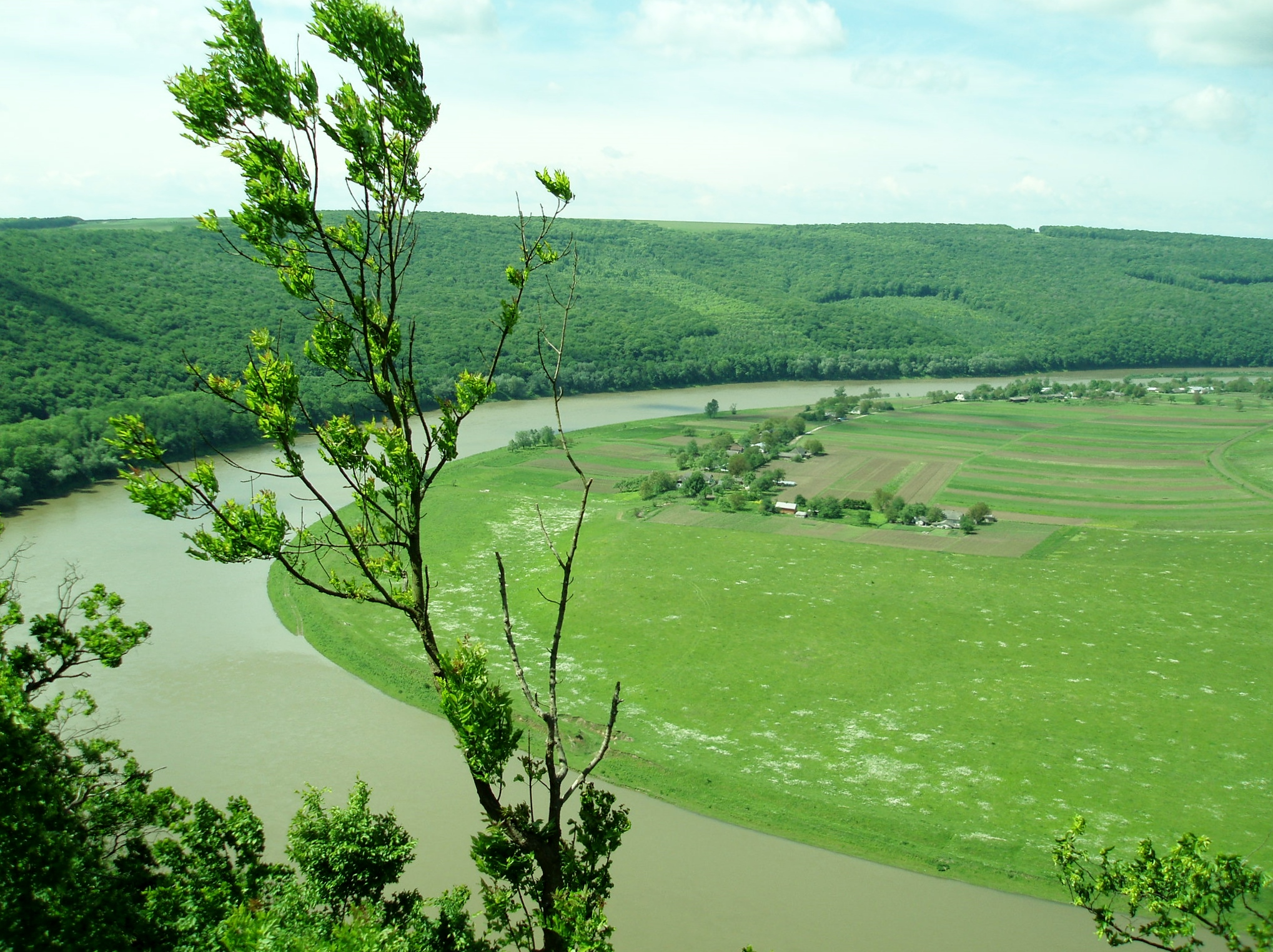
Meandrul Nistrului lângă Hubîn.
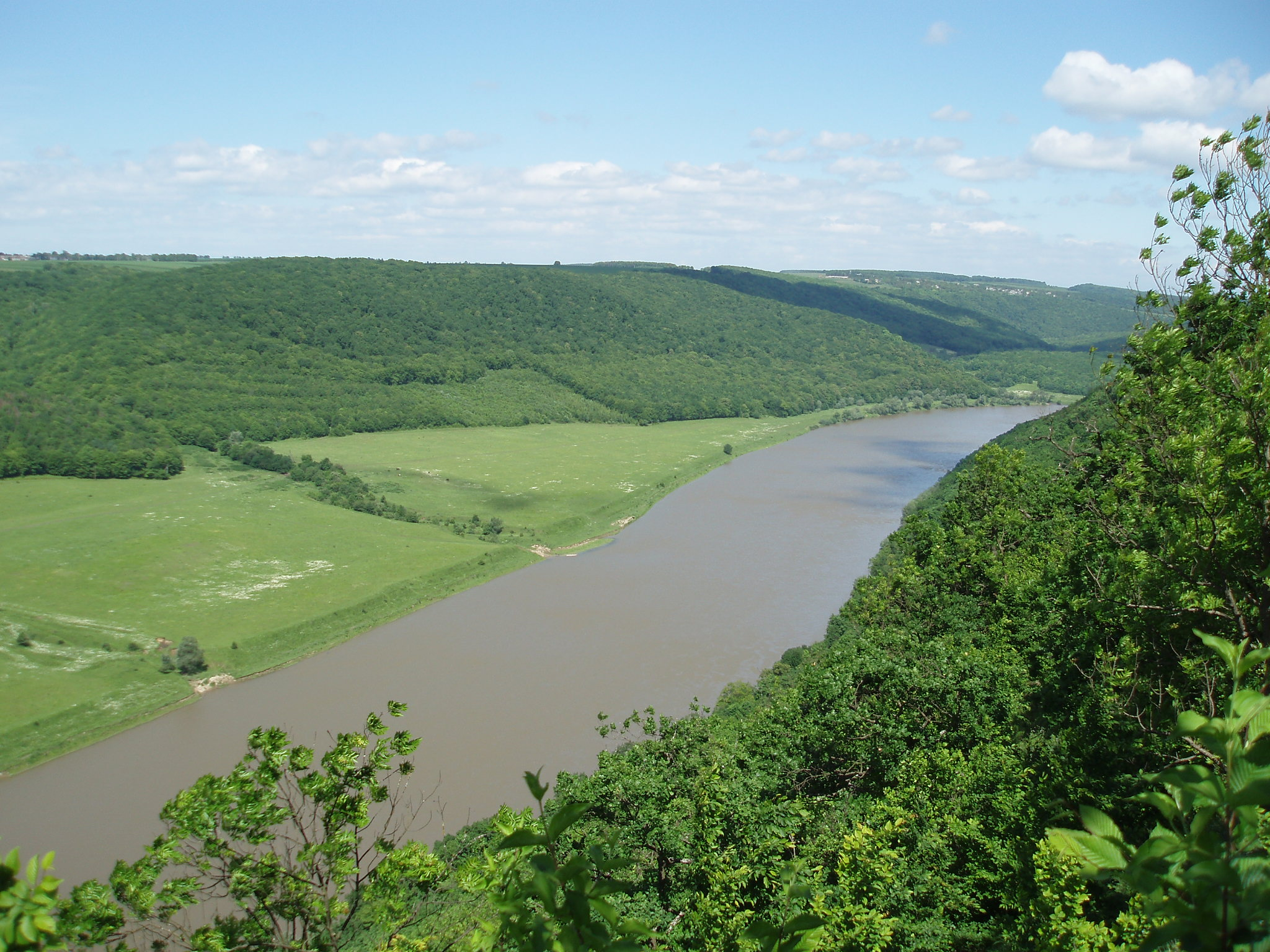
Nistrul în apropiere de confluența cu râul Strîpa, reg. Ternopil.
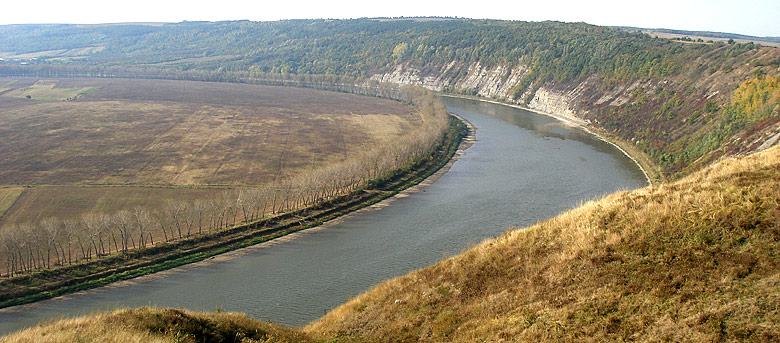
În apropierea localității Pîlîpce.
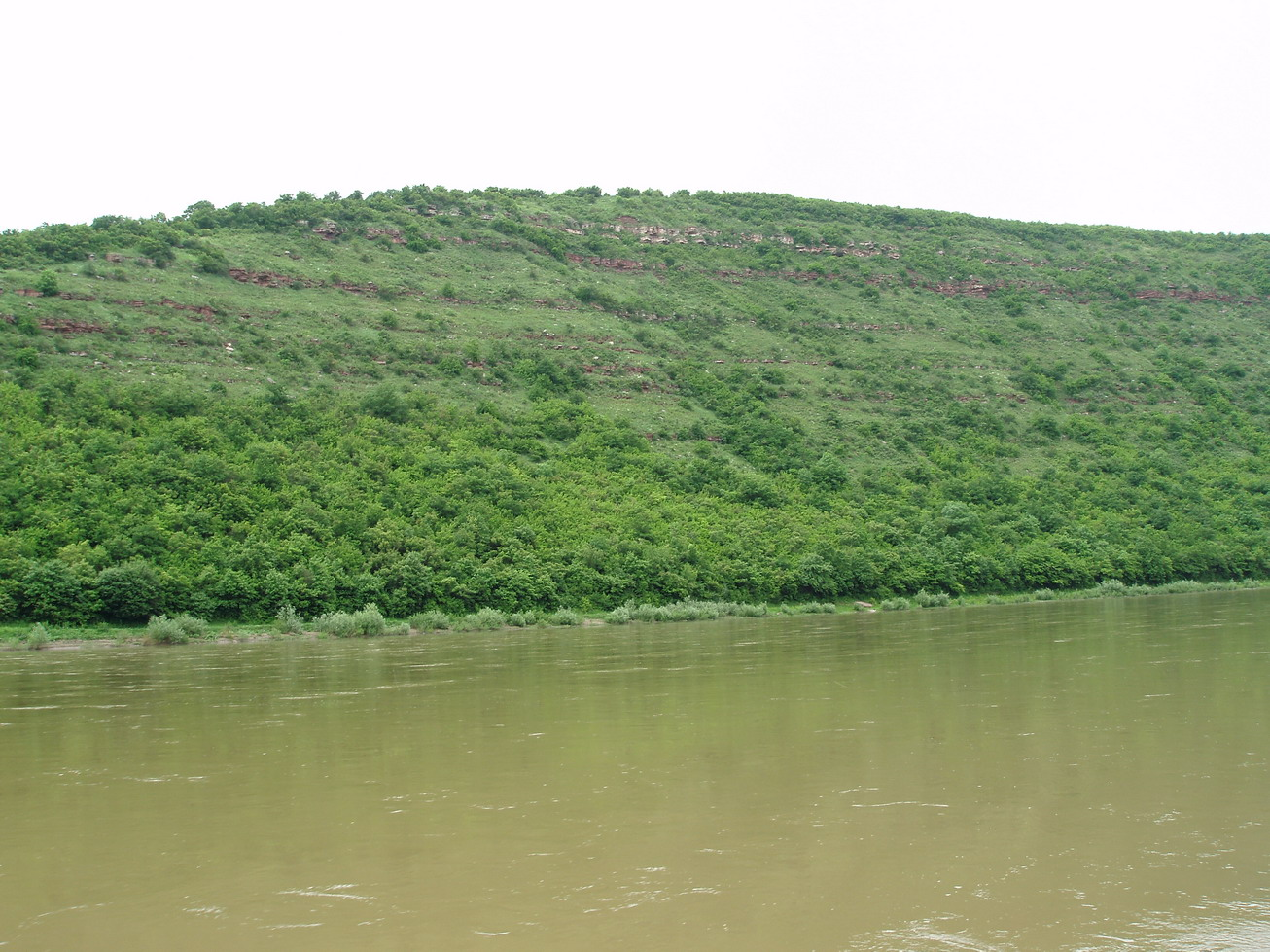
„Muntele Negru” lângă satul Beremeanî.
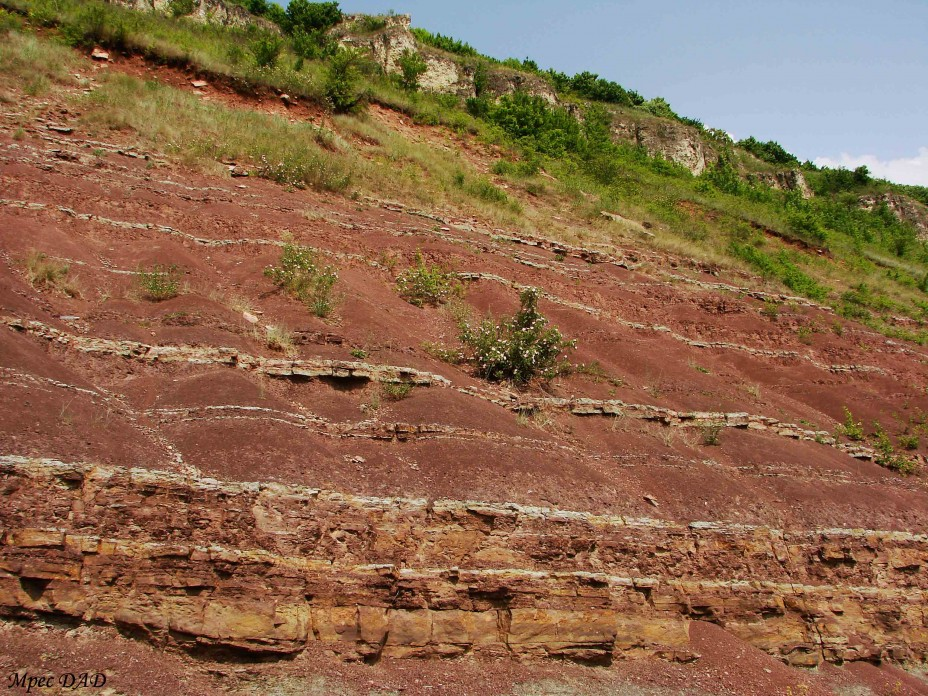

## Vezi și
- Canionul Nistrului (parc național)

## Legături externe
- uc Istoria apariției canionului
- ru Путешествие в владение природных стихий